# Урбиг, Йонас
Йо́нас Курт У́рбиг (нем. Jonas Kurt Urbig; род. 8 августа 2003, Ойскирхен, Северный Рейн-Вестфалия) — немецкий футболист, вратарь клуба «Бавария».

## Клубная карьера

### Ранние годы
Йонас Урбиг родился в Ойскирхене в семье Мартины и Курта Урбигов. Отец выступал за местный любительский футбольный клуб. Йонас начал заниматься футболом в кёльнской футбольной школе 1. Jugend-Fußball-Schule Köln. В 2012 году в возрасте девяти лет присоединился к футбольной академии «Кёльна».
Провёл 22 игры в составе команды до 17 лет и стал чемпионом Германии среди команд своего возраста в 2019 году. За команду до 19 лет провёл десять матчей, после чего перешёл в состав второй команды клуба, выступавший в Региональной лиге. Также 13 раз попал в заявку главной команды в Бундеслиге, но на поле не выходил.

### Аренды в «Ян» и «Гройтер Фюрт»
В начале 2023 года перешёл на правах аренды в «Ян» из Второй Бундеслиги. Дебютировал в профессиональном футболе 28 января в матче 18 тура против «Дармштадта 98» (0:2). Стал основным вратарём команды и сыграл во всех матчах до конца сезона. По итогам сезона 2022/23 «Ян» вылетел в Третью лигу, и Урбиг вернулся в «Кёльн».
Летом 2023 года был арендован клубом «Гройтер Фюрт». Провёл 33 игры за команду, пропустив лишь одну игру в сезоне из-за болезни.

### «Кёльн»
Летом 2024 года вернулся в «Кёльн», который по итогам прошедшего сезона вылетел из Бундеслиги. Под руководством нового тренера Герхарда Штрубера начал сезон в качестве основного вратаря. 2 августа 2024 года дебютировал за «Кёльн» в матче первого тура Второй Бундеслиги против «Гамбурга» (1:2).
Провёл 10 матчей за команду, в которых «Кёльн» победил лишь трижды и опустился на 12 место в таблице. На фоне неудовлетворительных результатов команды и слухов о трансфере в другую команду проиграл конкуренцию за место в стартовом составе Марвину Швебе.

### «Бавария»
27 января 2025 года перешёл в «Баварию», подписав контракт до лета 2029 года. 5 марта 2025 года дебютировал за клуб в матче 1/8 финала Лиги чемпионов УЕФА против «Байера 04», выйдя на замену вместо травмированного Мануэля Нойера на 58-й минуте.

## Достижения
«Бавария»
- Чемпион Германии: 2024/25[13]
- Обладатель Суперкубка Германии: 2025

«Кёльн»
- Чемпион Второй Бундеслиги: 2024/25[13]